# Pelatge sooty

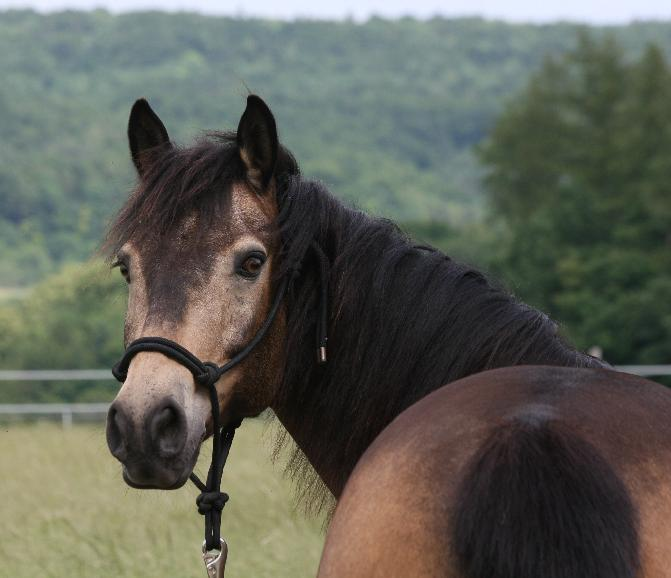
Cavall sutjós falb-dun, que mostra una màscara fosca i concentració de pèls foscos en el dors

Els pelatges coneguts en anglès com a "sooty" (sutjós o mascarat en català) tenen pèls negres o foscos barrejats amb els pèls més clars de la capa de base.
Se suposa que el modificador "sutjós" es pot heretar encara que no es coneixen prou bé els detalls d'actuació d'aquest suposat gen.

## Trets generals dels pelatges sutjosos
El modificador sutjós segueix un patró característic. Sobre un pelatge de base relativament clar fa aparèixer pèls negres o foscos barrejats amb els pèls de base.
Sovint els pèls foscos es concentren en la zona dorsal, quedant la part ventral més clara per contrast. També és freqüent la presència d'una ratlla fosca dorsal (falsa ratlla negra dorsal) imitant la ratlla negra de mula dels pelatges dun.
En els casos més pronunciats els pèls foscos del cap es concentren en les parts menys carnoses, formant una mena de màscara.
El modificador sutjós és responsable de molts pelatges "foscos" : castany fosc (en alguns casos castany sutjós), palomino sutjós i falb-crema sutjós.
Sobre els pelatges negre, bru i semblants (negre-fumat, bru-fumat) els pèls foscos "afegits" no es poden apreciar per coincidir amb els del pelatge de base.

## Aspectes genètics
Originalment es pensava que hi havia un gen "sooty" que provocava les tonalitats més fosques de l'alatzà ("liver chestnut"). No se sap però, que el modificador "sooty" es manifesti en forma d'un enfosquiment uniforme dels pelatges afectats.
D'acord amb estudis realitzats amb ratolins sembla que la causa dels pelatges sutjosos en els cavalls podria ser poligènica. Això és : resultat de l'acció combinada de dos o més gens.

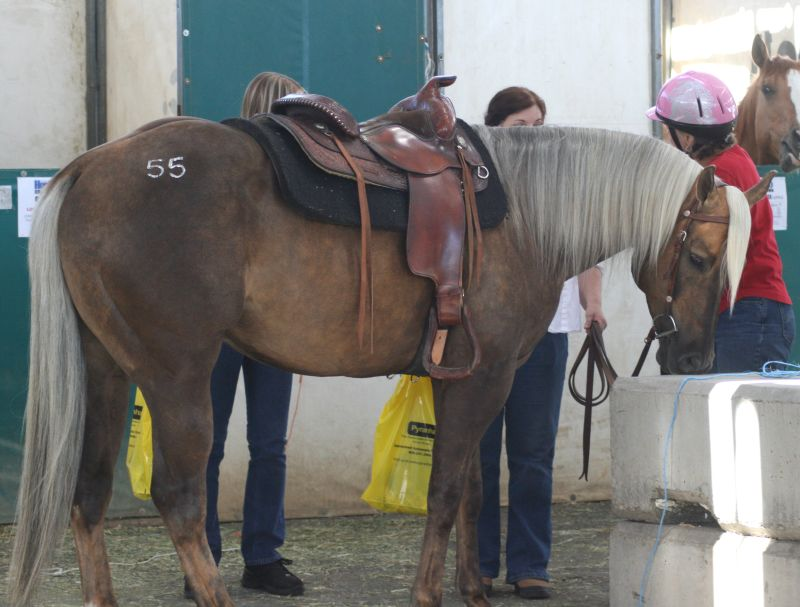
Cavall palomino "mascarat" o "sutjós". Vegeu algunes crins fosques a la cua.